# Castrul roman Cumidava

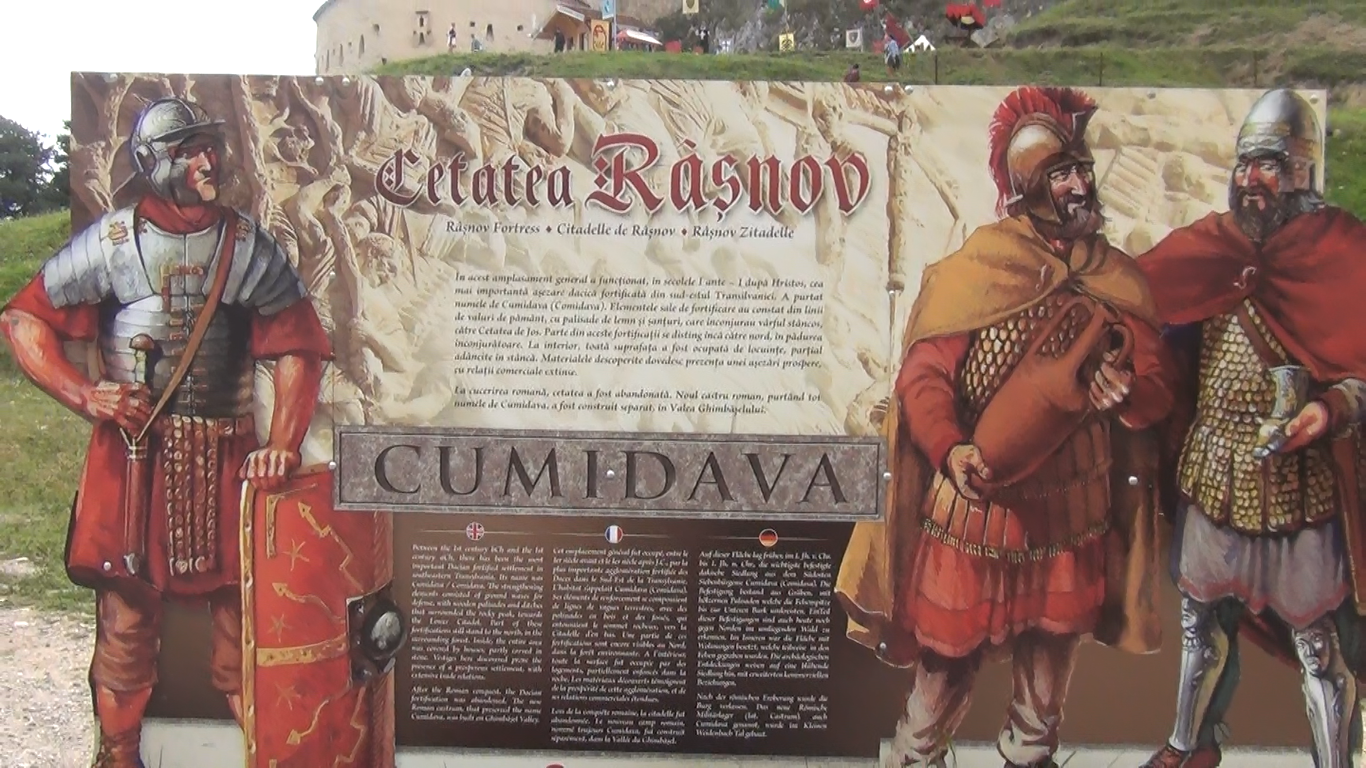

Castrul roman Cumidava este situat pe teritoriul agricol al orașului Râșnov, județul Brașov, Transilvania, la circa 4 km NV de oraș, pe terasa mijlocie a râului Bârsa, la hotarul cu comuna Vulcan. Suprafața castrului, inclusiv zona șanțurilor, însumează 2 hectare.

## Descriere
Semnalarea și descrierea relativ precisă a acestui sit arheologic roman a fost făcută încă din 1856 de către M. J. Ackner, iar primele cercetări sistematice au fost efectuate de către Mihail Macrea în anul 1939.
Cercetările arheologice și toponimul confirmă că înaintea costrucției castrului roman a existat o așezare a dacică, Comidava, a dacilor tini cumidavensis.
În interiorul castrului un grup de arheologi au descoperit  o inscripție de pe vremea împăratului roman Alexandru Sever (222-235), o lespede dedicată împărătesei Iulia Mamaea, 'protectoarea castrelor'. Zidită la poarta centrală „Pretoria” a castrului, pe ea se putea citi inscripția „Cumidava” - denumirea romanizată a așezării.
Inscripția din sec. III e.n.:Iuliae Mameae augustae matri Domini nostri sanctissimi Imperatoris Caesaris Severi Alexandi augusti et castrorum senatusque cohors Vindelicorum Piae fidelis Cumidavensis Alexandrianae ex quaestura sua dedicante la sdio Dominatio legato augusti III Daciarum. Inscripția era fragmentară, iar din tot ansamblul creat cu aproape 2.000 de ani în urmă se păstrează și astăzi la Muzeul Județean de Istorie din Brașov două fragmente.
Pe Dealul Cetății cele mai vechi urme de locuire datează, conform descoperirilor arheologice din 2010, încă din epoca neolitică. Apoi, o nouă fază de locuire aparține începutului epocii bronzului (cultura Glina-Schneckenberg), arheologii identificând o așezare apărată de valuri de pământ si prevăzute cu palisadă. Sistemul defensiv consta din 3 șanțuri și tot atâtea valuri de apărare, plasate în punctul vulnerabil, adică spre Est. Din această perioadă au fost descoperite două fragmente de topoare de piatră, un fragment de râșniță, ceramică (vase piriforme, căni și cănițe, tăvi, castroane, amfore și strecurători) și un topor-lamă de bronz. 
În antichitatea clasică, pe Dealul Cetății, dacii cumidavens întemeiază o așezare, „Comidava”. Latinizat, toponimul a devenit ,,Cumidava” și sub această formă apare pe un monument din timpul împăratului roman Alexander Severus (222-235 d.H.). Localitatea (Κομίδαυα) este amintită între „orașele strălucite ale Daciei” de către geograful Claudius Ptolemeu din Alexandria Egiptului (*ca.87d.H. probabil în Ptolemais Hermii - †ca.165 d.H. în Alexandria), în al său Îndreptar geografic.
Geographia, lucrarea sa cea mai importantă face un inventar al lumii locuite cuprizând 8000 de toponime aliniate între Spania și China și încadrate într-o tramă de paralele și meridiane. Destinul acestei lucrări a fost fabulos, Europa medievală și renascentistă datorându-i o mare parte din modul de redactare al primelor hărți ale diverselor regiuni. Lucrarea a fost copiată în sute de exemplare, fiind practic prototipul hărților europene.
Conform domnului Stelian Coșuleț, Șeful secției de istorie din cadrul Muzeului Județean Brașov: „După cum o arată sufixul «dava» din denumirea așezării, la Râșnov avem de-a face cu un fost centru militar, politic, administrativ și religios al dacilor, existența lui fiind confirmată de cercetările arheologice efectuate de-a lungul vremii pe dealul cetății medievale”. Fortificația  dacică este anterioară cuceririi Daciei de către romani și se pare a-și afla sfârșitul în preajma războaielor dacice.
Obiectivul castrului era să țină piept atacurilor venite din partea carpilor - dacii liberi din Sud-Estul României de azi, și a hoardelor de invadatori, prin cele două pasuri importante – Rucăr-Bran și Oituz. Inițial, construcția militară începută după 106 era din pământ și lemn. După anul 126, zidurile au fost refăcute din piatră și au dăinuit până în ziua de azi, la Râșnov.
Săpăturile arheologice din zonă au scos la iveală în interiorul castrului fragmente de ziduri, fragmente de terra sigilată și o figurină din lut care o reprezintă pe Venera = Venus, numele roman al zeiței grecești Afrodita, zeița dragostei, frumuseții și fertilității. Ba chiar și mânerul unui bisturiu medical. Castrul roman ar fi rezistat până în jurul anului 250, când ar fi ars în urma unui puternic atac al trupelor
aliate dace, gote și vizigote. Ruinele lui au rămas vizibile chiar și în Evul Mediu. În scrierile secolului XVIII era denumit Erdenburg, adică Cetatea de pământ, iar localnicii din Vulcan erau sfătuiți să se adăpostească în el în caz de pericol.